# Omen (Peter-Maffay-Album)
Omen ist das dritte Studioalbum des deutschen Schlager- und Rockmusikers Peter Maffay. Es wurde im Jahre 1973 veröffentlicht.

## Entstehungsgeschichte
Das Verhältnis zwischen Peter Maffay und seinem Songschreiber und Produzenten Michael Kunze war 1972 sehr schlecht. Maffay wollte keinen Schlager mehr machen, während Kunze dagegen weiterhin Schlagertexte schrieb. Eine Trennung der beiden war unvermeidlich, doch waren sie noch vertraglich an ein gemeinsames Album gebunden. Maffay, dessen Unzufriedenheit immer öfter nach außen drang, begann die Musik für sein letztes gemeinsames Album mit Kunze. Das Album erschien 1973 als Doppel-LP im Gatefold-Cover. Von den 24 Liedern wurden 22 von Peter Maffay selbst komponiert. Produzent Giorgio Moroder schrieb die Single-Auskopplung Wo bist du, die in der Fernsehsendung disco beworben wurde. Studio-Gitarrist Paul Vincent schrieb unter dem Pseudonym „Gunia“ das Lied Wir brauchen nur Liebe. Während die Musik so fast vollständig von Maffay stammte, war Kunze als Songwriter für fast alle Texte zuständig. Maffay, der mit der Ausrichtung unzufrieden war, aber selbst wenig Erfahrungen als Songtexter hatte, verwendete das Schallplattencover zur Erklärung:

„Es fehlt mir die Begabung, mich mit Wörtern so auszudrücken, wie ich es mit Musik könnte. Da kann ich, glaube ich, sehr lyrisch sein. Aber mit Worten etwas richtig sagen… das ist sehr schwierig.“

Die eher versteckte Anspielung auf die emotionale Krise als Musiker wurde von Peter Maffay handschriftlich auf das Cover gesetzt und endet mit den Worten „Nur dass ich noch Pläne hab, gewisse Aufgaben, die ich mir gestellt habe.“ Der Text, der sich eigentlich auf die Liebe zu einer Frau bezog, war im Prinzip ein Statement zu seinem weiteren Karriereverlauf, denn nach dem Album trennte er sich von Kunze und mit dem Nachfolger Samstag abend in unserer Straße (1974) begann er Rock-Elemente in seine Musik einfließen zu lassen.

## Titelliste

### LP1
1. Frieden (Peter Maffay) – 4:25
2. Meine Liebe, meine Träume (Maffay) – 2:59
3. Das Lied der Nachtigall (Maffay) – 3:23
4. Marion (Maffay) – 3:30
5. Ich möchte ein Adler sein (Maffay) – 2:43
6. Niemand ist allein (Maffay) – 3:10
7. Wo bist du (Giorgio Moroder) – 3:02
8. Die Taube (Maffay) – 2:37
9. Was wär ich ohne dich (Maffay) – 2:10
10. Dieses Lied gehört nur dir (Maffay) – 4:07
11. Ich bin frei (Maffay) – 2:50
12. Eine Tür fällt zu (Maffay) – 1:53

### LP2
1. Angela (Maffay) – 4:17
2. Wirst du mich morgen noch lieben (Maffay) – 3:10
3. Das verlorene Schiff (Maffay) – 2:51
4. Steine können nicht reden (Maffay) – 2:14
5. Ich hab’ dich geliebt (Maffay) – 2:44
6. Charly, Buster, Laurel und Hardy (Maffay) – 2:41
7. Wir brauchen nur Liebe (Gunia) – 3:29
8. Der Arme ist nicht arm (Matth. V) (Maffay) – 2:16
9. Du bist ein Mensch (Maffay) – 2:46
10. Vater Himmel, Mutter Erde (Maffay) – 3:40
11. Der Wind kann sich noch drehen (Maffay) – 2:27
12. Omen (Maffay) – 1:47

## Musikstil
Die Plattenfirma versuchte Maffay als deutsche Antwort auf Cat Stevens und Gordon Lightfoot zu vermarkten. Das Album ist jedoch, wie die beiden Vorläufer, dem Musikstil Schlager zuzuordnen. Zwar verwendet Maffay auf diesem Album auch Elemente des Blues (Der Arme ist nicht arm) und des Rocks (Manchmal möchte ich ein Adler sein), doch sorgten vor allem die typischen Schlagertexte für ein Verharren in diesem Musikgenre. Hinzu kam, dass alle drei Single-Auskopplungen typische Schlager waren. Insbesondere Wo bist du, unterlegt mit Synthesizer-Klängen ist hier als Beispiel zu nennen.

## Erfolg
Das Doppelalbum floppte und verkaufte anfangs nur 3.000 Einheiten. Nach den beiden erfolgreichen Vorläufern ein Rückschritt für Maffay. Jedoch erreichten alle drei Single-Veröffentlichungen die Charts: Frieden (Deutschland # 34), Wo bist du? (Deutschland # 14) und Angela (Deutschland # 28).